# 水谷眞
水谷 眞（みずたに まこと、1945年9月1日 - ）は、東京都出身の元ラグビー選手。

## 来歴
現役時代のポジションは主にウイング(WTB)及びセンター(CTB)。
目黒高校を経て、法政大学へ進む。同大学在籍時代には、第1回/第4回大学選手権で優勝を経験。日本代表に選出され、キャップ4を獲得。
卒業後はリコーに入社。同チーム在籍時代には、『和製オールブラックス』という愛称を持つ強豪チームの一員として、日本選手権で2回、全国社会人大会で3回の優勝を経験した。
引退後はリコー監督、関東ラグビーフットボール協会理事長、日本ラグビーフットボール協会理事等を歴任。また、ラグビー中継の解説者としても多数出演歴がある。